# منتخب باراغواي تحت 17 سنة لكرة القدم للسيدات
منتخب باراغواي تحت 17 سنة لكرة القدم للسيدات (بالإسبانية: Selección femenina de fútbol sub-17 de Paraguay)‏ هو ممثل باراغواي الرسمي في المنافسات الدولية في كرة القدم للسيدات، يديريه اتحاد باراغواي لكرة القدم.